# Bruno Venturini
Bruno Venturini, född 26 september 1911 i Carrara, död 7 mars 1991 i Lecce, var en italiensk fotbollsspelare.
Venturini blev olympisk guldmedaljör i fotboll vid sommarspelen 1936 i Berlin.